# Lucius Caecilius Metellus (Kr. e. 213)
Lucius Caecilius Metellus (i. e. 3. század) római politikus, az előkelő, plebeius származású Caecilia gens Metellus-ágához tartozott. Édesapja – maga is Lucius – i. e. 251-ben, Quintus bátyja i. e. 206-ban volt consul, másik fivére, Marcus pedig ugyanekkor lett praetor.

## Élete
Életéről meglehetősen keveset tudunk. A cannae-i csata után, i. e. 216-ban több más nemesifjúval együtt elhatározta, hogy elhagyja Itáliát, hogy máshol próbáljon szerencsét. Erre azonban nem volt módja, ugyanis Publius Cornelius Scipio megeskette őket, hogy maradnak. Magatartásáért i. e. 214-ben, quaestori évében a censorok kizárták tribusából, és aerarius jogállásába degradálták. Ennek ellenére a következő évben néptribunus lett, és első intézkedése az volt, hogy beperelte a censorokat. Végül tribunustársai akadályozták meg a pereskedés folytatását.